# Neojapyx
Neojapyx es un género de Diplura en la familia Japygidae.

## Especies
- Neojapyx centralis (Silvestri, 1902)
- Neojapyx guianae Silvestri, 1933
- Neojapyx insulanus Silvestri, 1948
- Neojapyx ortonedae Silvestri, 1948
- Neojapyx tropicalis Ewing & Fox, 1942